# Teehaus im Schlosspark Tiefurt

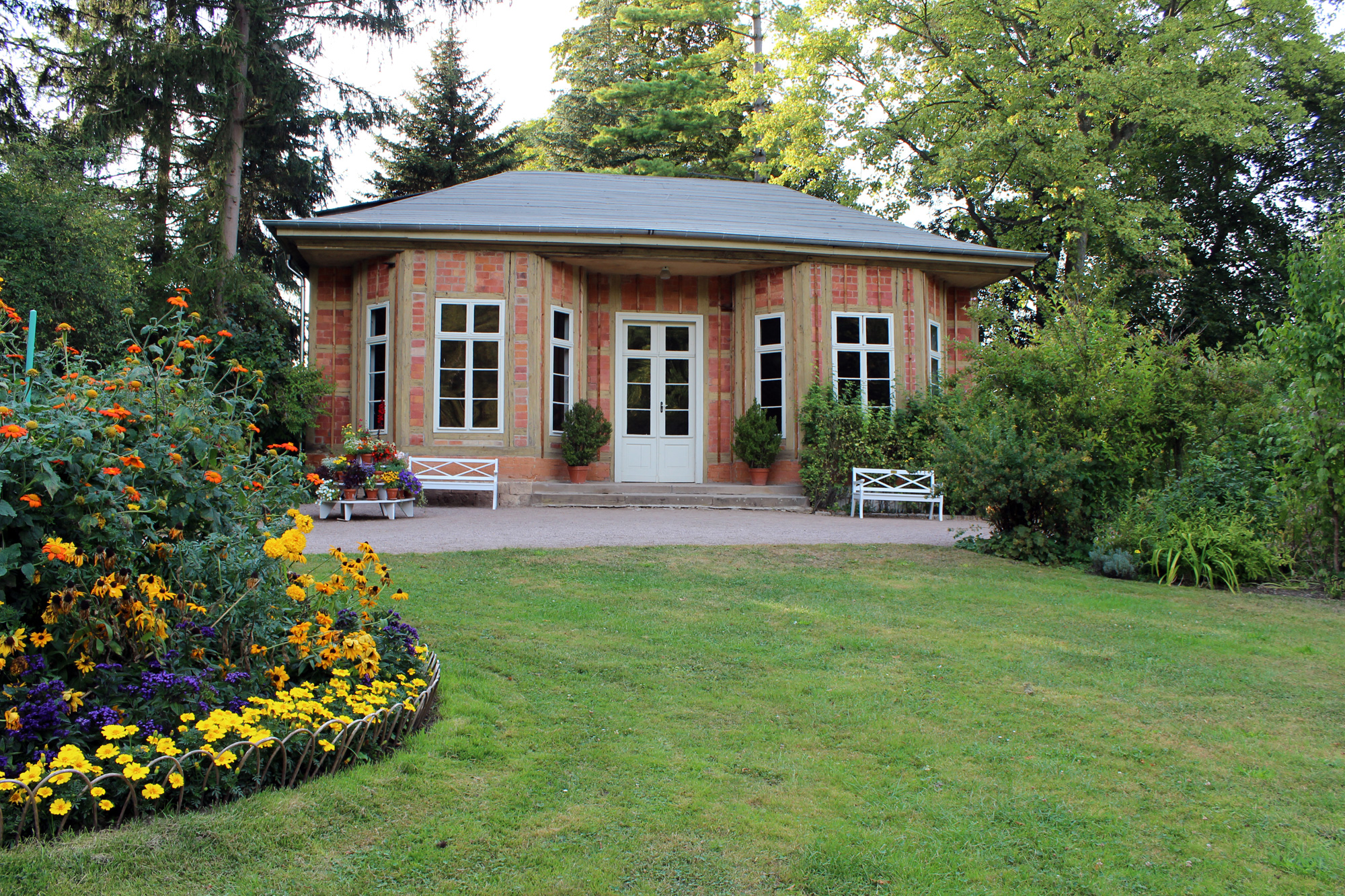
Teehaus Tiefurt

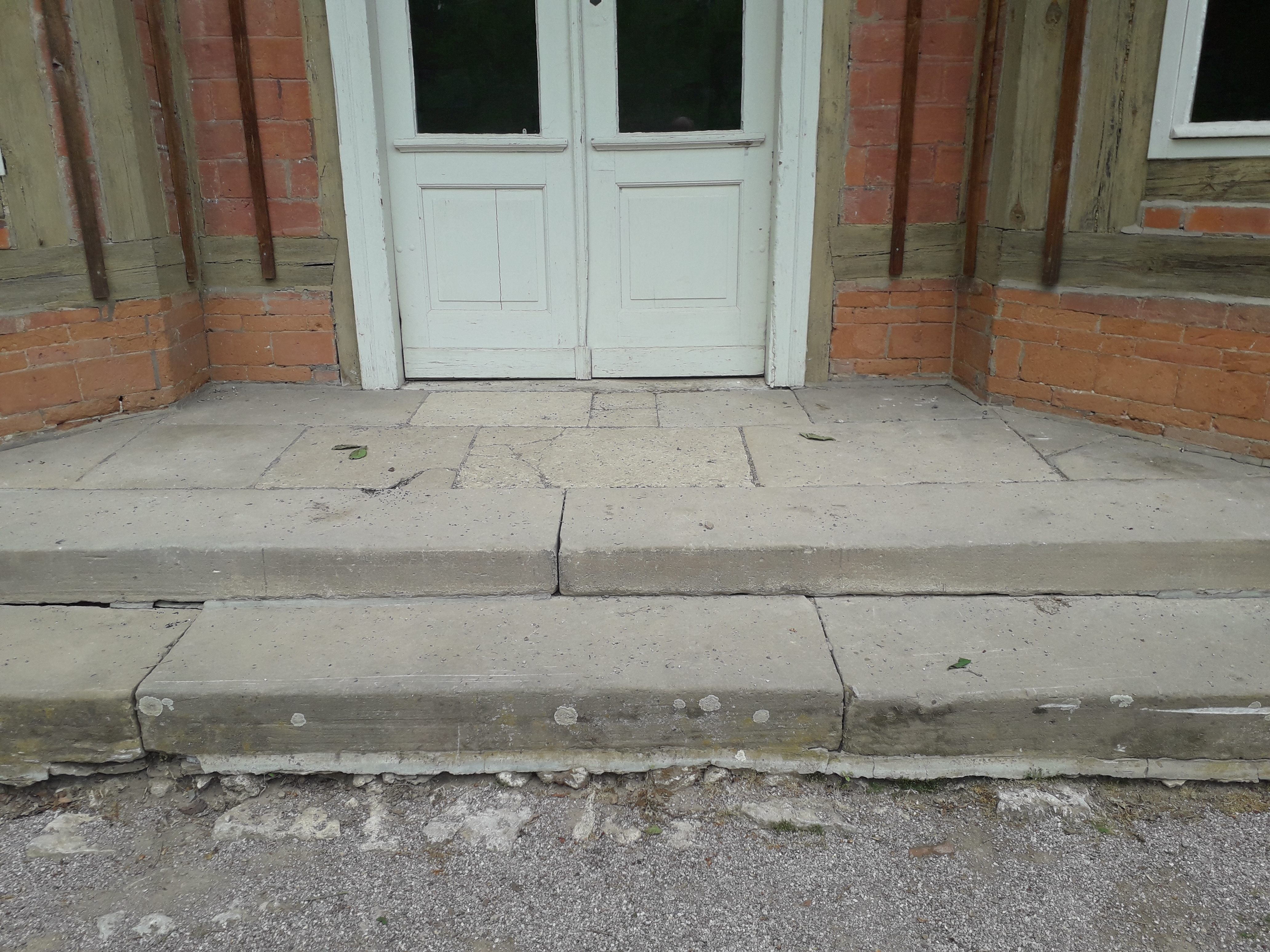
Treppenstufen am Teehaus im Schlosspark Tiefurt

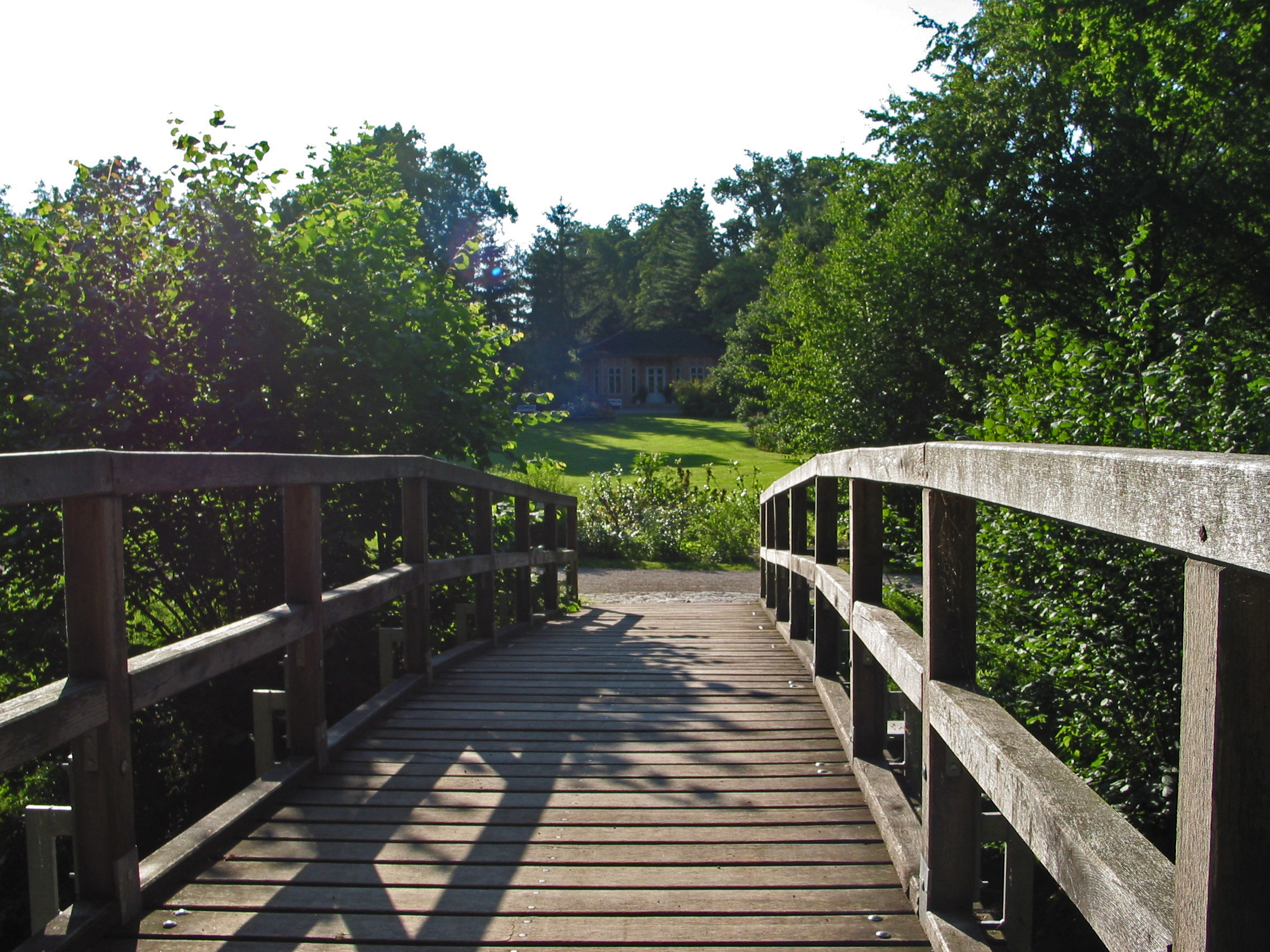
Gelbe Brücke zum Teesalon

Das Teehaus bzw. Salon im Schlosspark von Tiefurt wurde 1805 errichtet. Vorher stand an dessen Stelle ein rindenverkleideter Pavillon. Es hat einen rechteckigen Grundriss mit zwei vorgelagerten eckigen Vorbauten. Markant sind die großen lichtdurchflutenden Fenster und das Walmdach, das an chinesische Vorbilder der Pagodenbauweise erinnert. Die Wände bestehen aus einem Fachwerk mit Ziegelausmauerung. Die beiden Treppenstufen bestehen aus Sandstein. Der Teesalon erinnert an die Teegesellschaft um Herzogin Anna Amalia.
Die Gelbe Brücke führt über die Ilm zu dem Teesalon hin.